# 제60회 미국 작가 조합상
제60회 미국 작가 조합상은 2007년 뛰어난 활동을 보인 영화 작가를 기리기 위해 2008년 2월에 열린 시상식이다.

## 수상 및 후보

### 각본상
- 주노 - 디아블로 코디 수상
- 사고친 후에 - 주드 아패토우
- 내겐 너무 사랑스러운 그녀 - 낸시 올리버
- 마이클 클레이튼 - 토니 길로이
- 세비지스 - 타마라 젠킨스

### 각색상
- 노인을 위한 나라는 없다 - 에단 코언 외 1명 수상
- 인투 더 와일드 - 숀 펜
- 잠수종과 나비 - 로널드 하우드
- 데어 윌 비 블러드 - 폴 토마스 앤더슨
- 조디악 - 제임스 밴더빌트

### 다큐멘터리 각본상
- 택시 투 더 다크 사이드 - 알렉스 기브니 수상
- 캠던 28 - 안소니 지아치노
- 남경 - 빌 구텐타그
- 끝이 안보인다 - 찰스 퍼거슨
- 레이프 오브 유로파 - 리처드 버게
- 식코 - 마이클 무어

### TV 드라마 시리즈
- 와이어 - 리처드 프라이스 수상
- 덱스터 - 스콧 벅 외 8명
- 프라이데이 나잇 라이츠 - 데이빗 허드긴스 외 3명
- 매드 맨 - 매튜 웨이너
- 소프라노스 - 데이빗 체이스 외 2명

### TV 코미디 시리즈
- 30 락 - 맷 허바드 수상
- 커브 유어 인쑤지애즘 - 래리 데이빗
- 안투라지 - 브라이언 번스 외 여러명
- The Flight of the Conchords - Chris Provenzano 외 여러명
- 오피스 - 스티븐 머천트

### TV 뉴 시리즈
- 매드 맨 - 매튜 웨이너 수상
- 데미지 - Jeremy Doner
- Pushing Daisies - Bryan Fuller
- The Sarah Silverman Program
- The Flight of the Conchords - Chris Provenzano 외 여러명

### TV 드라마 에피소드
- 소프라노스 - 테렌스 윈터 수상
- 덱스터 - 스콧 벅 외 여러명
- 클로저 - 마이클 알라이모
- 로스트 - 데이먼 린드로프 외 1명
- 매드 맨 - 크리스 프로벤자노
- 와이어 - David Simon 외 1명

### TV 코미디 에피소드
- 오피스 - 폴 리버스타인 외 1명 수상
- 30 락 - Matt Hubbard
- 푸싱 데이지 - 브라이언 풀러
- The Flight of the Conchords - James Bobin 외 3명
- 오피스 - 비제이 노박
- 오피스 - 캐롤라인 윌리엄스

### TV 장편 각본상
- 로스트 룸 - Laura Harkcom 외 2명 수상
- Pandemic - Jackie Zabel 외 1명
- 스타터 와이프 - 사라 패리엇

### TV 장편 각색상
- 더 컴퍼니 - 켄 놀런 수상
- 내 심장을 운디드 니에 묻어다오 - 다니엘 자이어트

### TV 어린이방송 대본상
- 더 혼팅 아워: 돈 씽크 어바웃 잇 - 댄 엔젤

### 파울 셀빈 명예상
- 그레이트 디베이터스 - 로버트 에이셀 외 1명 수상